# 2567 Ельба
2567 Ельба (2567 Elba) — астероїд головного поясу, відкритий 19 травня 1979 року.
Тіссеранів параметр щодо Юпітера — 3,320.